# Złota Brama we Włodzimierzu

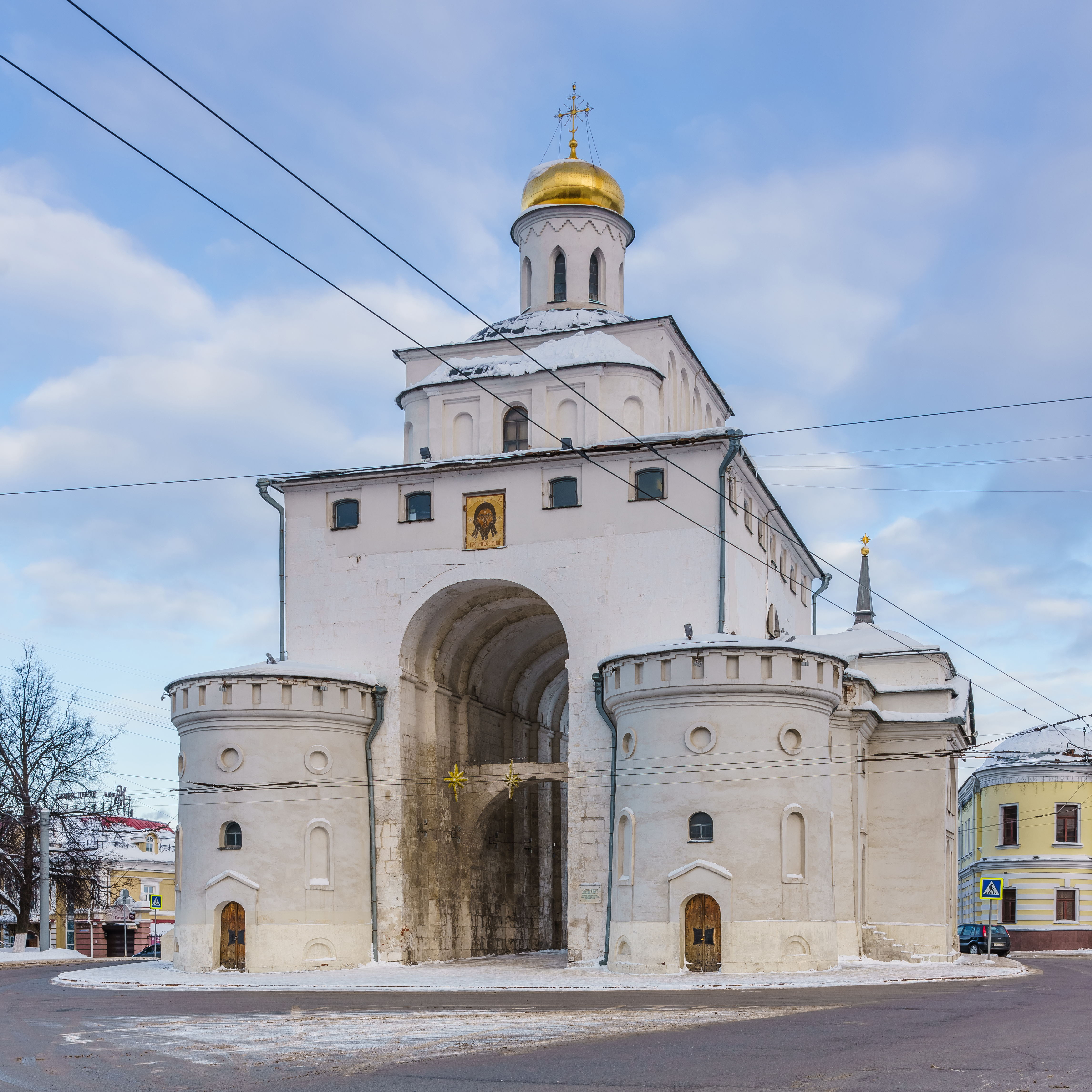
Złota Brama we Włodzimierzu

Złota Brama (ros. Золотые ворота – Zołotyje worota) – wieża bramna we Włodzimierzu w Rosji pobudowana w latach 1158–1164. Jest jedną z niewielu zachowanych (tylko częściowo) historycznych rosyjskich bram miejskich. W jej wnętrzu znajduje się muzeum poświęcone podbojom Mongołów na terenie Rosji w XIII wieku.
Złote Bramy znajdowały się w najświętszych prawosławnych miastach – Jerozolimie, Konstantynopolu oraz Kijowie. Po osadzeniu stolicy we Włodzimierzu, Andrzej I Bogolubski nakazał budowę Złotej Bramy z wapienia, ze złotymi zdobieniami również w tym mieście. Na szczycie znajdował się barbakan, w którym mieściła się cerkiew symbolizująca opiekę Matki Bożej nad miastem.
Pod koniec XVIII wieku budowla była zniszczona do tego stopnia, że Katarzyna II Wielka bała się przechodzić przez bramę w obawie przed jej zawaleniem. W 1779 r. zleciła ona wykonanie dokładnych pomiarów oraz rysunków bramy, po czym w 1795 obiekt został zburzony i postawiony na nowo.